# Championnats du monde de ski alpin 1939
Navigation
Engelberg 1938 Saint-Moritz 1948
Les championnats du monde de ski alpin 1939 ont eu lieu à Zakopane en Pologne du 12 au 15 février 1939.
Après l'Anschluss, les Autrichiens courent pour l'Allemagne.
Ainsi, les Autrichiens Josef Jennewein, Wilhelm Walch et Helga Gödl ont remporté des médailles pour l'Allemagne.
L'Autrichien Hellmut Lantschner avait déjà pris la nationalité allemande en 1935.

## Palmarès

### Hommes
| Épreuves                     | Or                           | Argent                    | Bronze                  |
| ---------------------------- | ---------------------------- | ------------------------- | ----------------------- |
| Descente Résultats détaillés | Hellmut Lantschner Allemagne | Josef Jennewein Allemagne | Karl Molitor Suisse     |
| Slalom Résultats détaillés   | Rudolf Rominger Suisse       | Josef Jennewein Allemagne | Wilhelm Walch Allemagne |
| Combiné Résultats détaillés  | Josef Jennewein Allemagne    | Wilhelm Walch Allemagne   | Rudolf Rominger Suisse  |

### Femmes
| Épreuves                     | Or                      | Argent               | Bronze               |
| ---------------------------- | ----------------------- | -------------------- | -------------------- |
| Descente Résultats détaillés | Christl Cranz Allemagne | Lisa Resch Allemagne | Helga Gödl Allemagne |
| Slalom Résultats détaillés   | Christl Cranz Allemagne | Gritli Schaad Suisse | May Nilsson Suède    |
| Combiné Résultats détaillés  | Christl Cranz Allemagne | Gritli Schaad Suisse | Lisa Resch Allemagne |

## Classement par nations
| Rang | Nation    | Or | Argent | Bronze | Total |
| ---- | --------- | -- | ------ | ------ | ----- |
| 1    | Allemagne | 5  | 4      | 3      | 12    |
| 2    | Suisse    | 1  | 2      | 2      | 5     |
| 3    | Suède     | 0  | 0      | 1      | 1     |

## Participants par nations
| France | Louis Agnel Émile Allais Bernard Burnet James Couttet Maurice Lafforgue | Cécile Agnel Christiane de la Fressange Françoise Matussière Nicole Villan |